# Domenico Alice
Domenico Alice (Stazzano, 13 ottobre 1901 – ...) è stato un calciatore italiano, di ruolo centrocampista.

## Biografia
Fratello maggiore di Pio Roberto, era pertanto conosciuto anche come Alice I.

## Carriera
Con la Novese disputò 7 gare nei campionati di Prima Divisione 1922-1923 e 1923-1924.
Lasciò la Novese nel 1924.

## Palmarès

### Club

#### Competizioni nazionali
- Campionato italiano: 1

Novese: 1921-1922